# Carrhotus bellus
Carrhotus bellus är en spindelart som beskrevs av Fred R. Wanless 1983 [1984. Carrhotus bellus ingår i släktet Carrhotus och familjen hoppspindlar. Inga underarter finns listade.